# Saint-Martin-de-Jussac
Saint-Martin-de-Jussac is een gemeente in het Franse departement Haute-Vienne (regio Nouvelle-Aquitaine) en telt 472 inwoners (2004). De plaats maakt deel uit van het arrondissement Rochechouart.

## Geografie
De oppervlakte van Saint-Martin-de-Jussac bedraagt 14,6 km², de bevolkingsdichtheid is 32,3 inwoners per km².
De onderstaande kaart toont de ligging van Saint-Martin-de-Jussac met de belangrijkste infrastructuur en aangrenzende gemeenten.

## Demografie
Onderstaande figuur toont het verloop van het inwonertal (bron: INSEE-tellingen).